# جزيرة بانتار

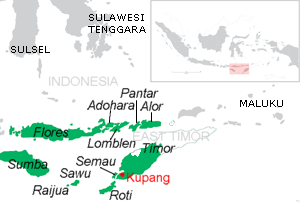
خريطة جزر نوسا تنقارا الشرقية وتوجد جزيرة بانتار ضمن جزر ألور

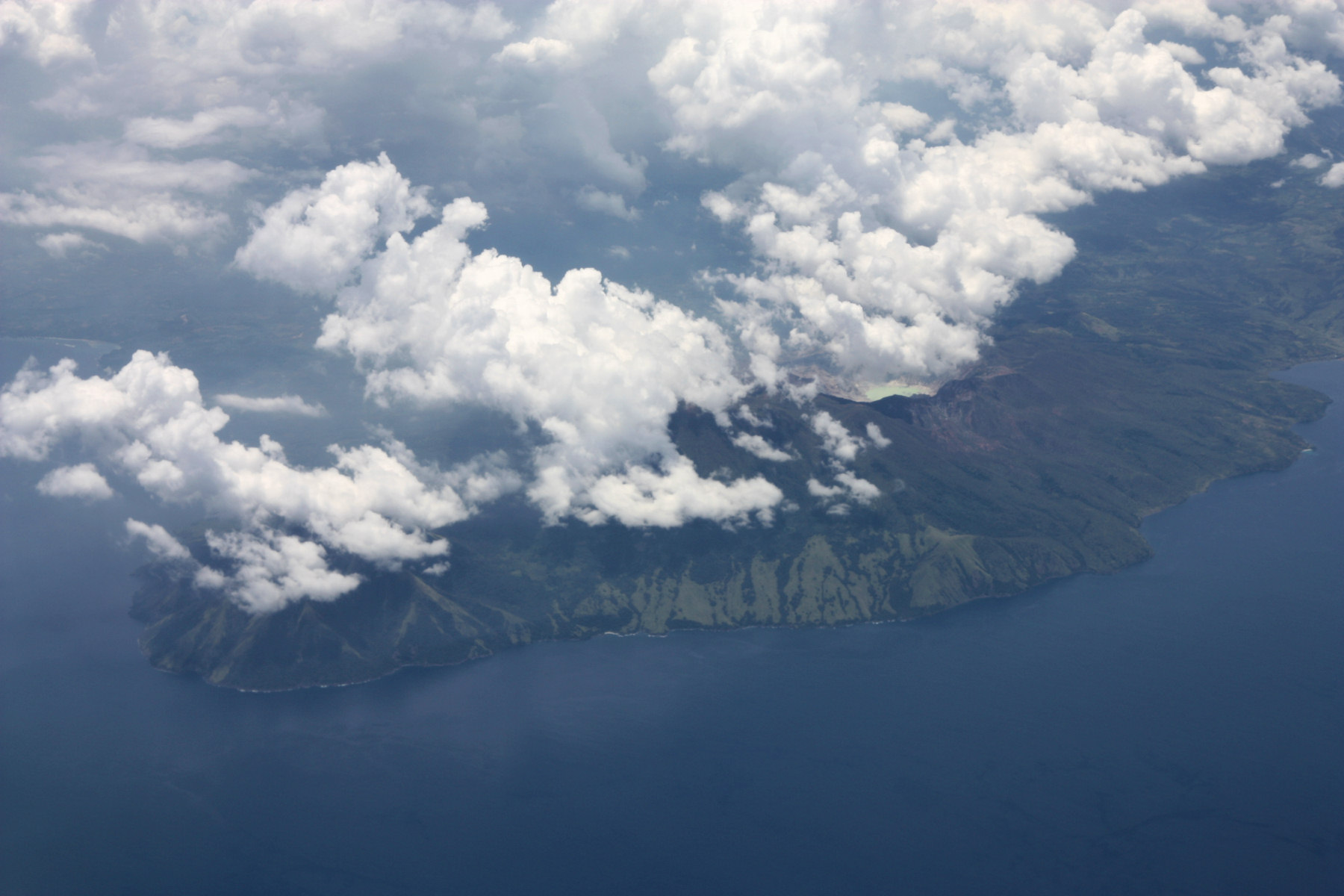
جبل سيرونغ

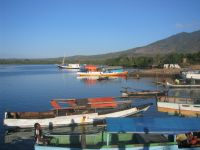
ميناء باراناسو في جزيرة بانتار

جزيرة بانتار هي ثاني أكبر جزيرة في أرخبيل ألور الإندونيسي بعد جزيرة ألور.
إلى الشرق منها تقع جزيرة ألور وبعض الجزر الصغيرة الأخرى في الأرخبيل، اما إلى الغرب فيقع مضيق ألور، الذي يفصلها عن جزر سولور. إلى الجنوب يقع مضيق أومباي، وجزيرة تيمور على مسافة 72 كيلومترا. إلى الشمال يقع بحر باندا. قطر الجزيرة حوالي 50 كيلومترا من الشمال إلى الجنوب، ويتراوح القطر من 11 إلى 29 كلم من الشرق إلى الغرب. وتبلغ مساحتها 728 كم².
من المدن الرئيسية في الجزيرة هي بارانوسا وكبير. والجزيرة تتبع إداريا لجزر ألور.

## الجغرافية

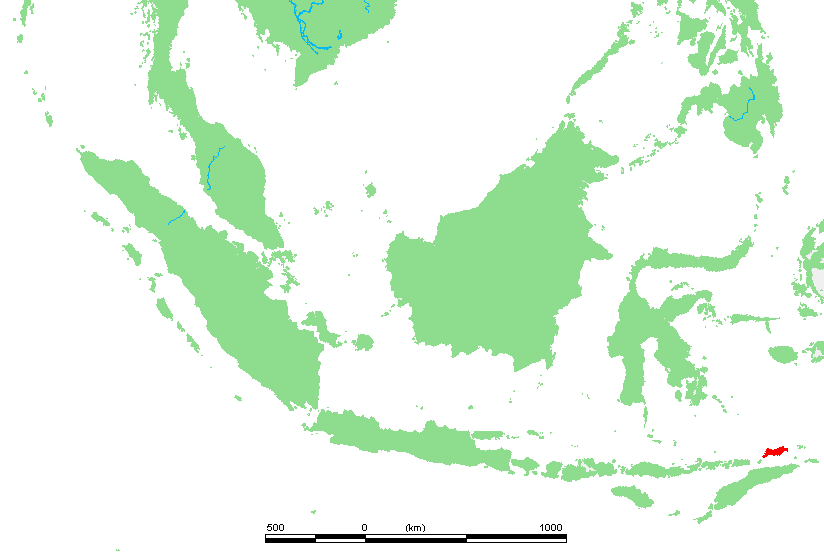
جزيرة ألور

الجزيرة تتكون من منطقتين جغرافية متميزة. ويهيمن على المنطقة الشرقية من قبل مجموعة من التلال الخضراء التي تنحدر بشكل حاد نحو ساحل مضيق ألور.
المنطقة الغربية مستوية نسبياً، وتتكون من سهل ينحدر بشكل تدريجي نحو الغرب وكذلك وجود بركان نشط ارتفاعه 862 مترا، اسمه جبل سيرونغ. المنطقة الغربية هي الأكثر جفافا وتتميز بكونها المأهولة بالسكان بشكل أقل بكثير من المنطقة الشرقية نظرا لارتفاعها المنخفض نسبيا، والجزيرة بكاملها أكثر جفافا من جزيرة ألور المجاورة. موسم الجفاف طويل، يتخلله الأمطار الغزيرة خلال موسم الأمطار، التي تصل ذروتها خلال شهري يناير وفبراير.

## الاقتصاد
ويهيمن على الاقتصاد من خلال زراعة المحاصيل اليومية وصيد الأسماك. المحاصيل الأكثر شيوعا هي الرز والذرة والكسافا. ويتم حصاد المحاصيل سنوياً في شهر نيسان وتخزينها للاستهلاك خلال الموسم الجاف. يتم تصدير الإنتاج الزائدمن الأسماك في بعض الأحيان للمساعدة في دعم أطفال المدارس الذين يدرسون في كالاباهي. مؤخرا، تم دعم وتطوير إنتاج الطحلب البحري تجارياً على طول الساحل الشمالي.
تركز الصناعات الحرفية على محدودية على نسيج الأيكات (ikat) المتركزة في بارانوسا.

### السياحة
السياحة غير مؤهلة، وعلى الرغم من ذلك فقد أنشئت مؤخرا منتجعات الغوص الصغيرة على الساحل الشمالي الشرقي.

### المواصلات
الوصول إلى الجزيرة عن طريق النقل البحري فقط، فليس هناك مهبط طائرات في جزيرة بانتار. القوارب الخشبية الصغيرة تتنقل بين جزيرة ألور وبانتار يومياً. أما العبارات السريعة المملوكة للدولة فتقدم خدماتها أسبوعياً منطلقة من بارانوسا إلى كالاباهي في جزيرة ألور ولارانتوكا في جزيرة فلوريس.

## اللغات
يتحدث السكان ما لا يقل عن 11 لغة مختلفة في بانتار. هذه تشمل ثمانية لغات غير الأسترونيزية تنتمي إلى العائلة الألور-البانتارية، فضلا عن لغة ألور الأسترونيزية. يوجد عدد قليل من متكلمي لغة باجاو في قرية كبير الشمالية. وتستخدم لهجات محلية للغة ملايو وتستخدم اللغة الإندونيسية كأكثر لغات التواصل.